# Adrien Arcand
Adrien Arcand (Montreal, 3 de octubre de 1899 — ibid., 2 de agosto de 1967) fue un político y periodista canadiense que en 1934 fundó el Partido Nacional Social Cristiano, una formación de tendencia nacionalsocialista y antisemita, que cuatro años después se reconvirtió en el estatal Partido de la Unidad Nacional. Durante su carrera política llegó a proclamarse «el Führer canadiense».
Su movimiento fue ilegalizado en 1940 y él permaneció arrestado hasta el final de la Segunda Guerra Mundial. Una vez cumplió la condena, continuó apoyando políticas de extrema derecha hasta su fallecimiento.

## Biografía
Fue hijo de Narcisse Arcand, carpintero, y de Marie-Anne Mathieu, directora de escuela. Su padre era un militante sindicalista que en 1902 se había afiliado al Partido Obrero, de carácter progresista y reformista. Llegó incluso a ser candidato en el distrito electoral de Montreal-Dorion en varios comicios, sin salir elegido.
Cursó estudios en las instituciones de Saint-Jean d'Iberville, Saint-Stanislas, el Colegio de Montreal y el Colegio Sainte-Marie. En 1918 se inscribió en la Universidad McGill para licenciarse en ingeniería química, pero abandonó la carrera porque enfermó de gripe española. Después de superarla se inició en el periodismo como columnista de opinión en La Patrie y The Montreal Star. El 14 de abril de 1925 contrajo matrimonio con Yvonne Giguère y tuvo tres hijos con ella: Yves, Jean-Louis y Pierre. La familia vivió en Lanoraie (Quebec).
De familia franco-canadiense y educado en esa lengua, fue también un convencido anglófilo. Además de defender la unidad del estado, abogó por estrechar los vínculos de Canadá con el Imperio británico.

## Trayectoria política
En 1920 llegó al diario La Presse, en el que fue un destacado crítico musical durante años. A finales de la década impulsó la creación de un sindicato de periodistas, del que fue elegido presidente. A diferencia de su padre, optó por el sindicalismo católico. Cuando el director del diario se enteró de su existencia, le despidió en el acto y la organización fue disuelta. Para seguir trabajando se alió con un editor local, Joseph Ménard, y lanzó el pequeño tabloide dominical Le Goglu, cuyo primer ejemplar salió a la venta el 8 de agosto de 1929. A este le siguieron Le Miroir (1929) y Le Chameau (1930), todos ellos utilizados para difundir un ideario de marcado carácter antisemita.
El 22 de febrero de 1934 fundó el Partido Nacional Social Cristiano, un partido político de extrema derecha que se inspiraba en el fascismo europeo y defendía la doctrina social de la Iglesia, el distributismo, el crédito social y la unidad de Canadá bajo un programa centralizador. Un semestre después absorbió al Partido Nacionalista, con sede en las praderas canadienses, para ganar presencia nacional. El discurso más característico era antisemita y apoyaba explícitamente al nazismo, mostrando incluso la esvástica en la bandera oficial del partido. La sección juvenil de su organización, llamada Blue Shirts (camisas azules), tenía una estructura paramilitar y se dedicaba a las agresiones callejeras a izquierdistas, inmigrantes y miembros de grupos raciales minoritarios.
En todo ese tiempo no abandonó el periodismo. Además de publicar panfletos como Le Combat National, entre 1936 y 1940 fue redactor jefe del diario quebequés L'Illustration Nouvelle.

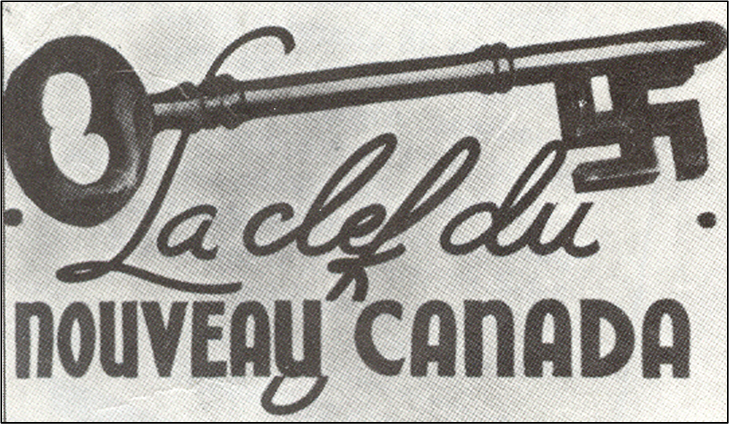
Propaganda electoral de Adrien Arcand en la que figura la cruz gamada. Debajo, en francés, La llave de la nueva Canadá.

En 1938 llegó a un acuerdo con otros grupos nazis de Quebec y Ontario para crear el Partido de la Unidad Nacional. Se ha señalado que durante todo ese tiempo recibió financiación secreta de Lord George Clarke, administrador colonial de Bombay, e incluso del primer ministro canadiense Richard Bedford Bennett. Mantuvo correspondencia con Oswald Mosley, líder de la Unión Británica de Fascistas.
El Partido de la Unidad Nacional fue ilegalizado el 30 de marzo de 1940 en virtud del Reglamento de Defensa de Canadá y sus líderes fueron detenidos. Arcand permaneció arrestado durante toda la Segunda Guerra Mundial por «conspirar para el derrocamiento del estado» y pasó cinco años en el campo de internamiento de Petawawa. Allí dio discursos a otros presos sobre cómo sería Canadá cuando Adolf Hitler la conquistara.
Cuando la guerra terminó y Canadá volvió a la normalidad democrática, Arcand fue liberado y se presentó como candidato independiente «nacionalista» a las elecciones federales para la Cámara de los Comunes en 1949 y 1953, aunque nunca fue elegido. En 1957 se limitó a apoyar al candidato Rémi Paul del Partido Conservador Progresivo. A diferencia de otros cargos canadienses relacionados con el nazismo, Arcand nunca renunció a defenderlo; en 1965 ofreció un mitin en Montreal ante 650 espectadores en el que se mostró la parafernalia del Partido de la Unidad Nacional, y tiempo después presentó al escritor alemán Ernst Zündel, uno de los mayores negacionistas del holocausto, en sus actos editoriales.
Falleció el 2 de agosto de 1967, a los 67 años, víctima de un cáncer.